# Дельфіна де Жирарден
Дельфіна де Жирарден (фр. Delphine de Girardin; 24 січня 1804 — 29 червня 1855) — французька поетеса, письменниця, журналістка і драматургиня.

## Життєпис
Донька Жана Сигізмунда Ґе, сеньйора Лупіньї та письменниці Софі Нішо де ла Валлетт. Народилася 1804 року в німецькому місті Аахен. Здобула початкову освіту в рідному місті. У 16 років перебралася до Парижу. Тут увійшла до літературного салону Еміля Дешана. Вперше видала свої вірші.
У 1820-х роках познайомилася та затоваришувала з Віктором Гюго, з яким співробітничала в журналі «Французька муза». Під час візиту до Італії у 1827 році її із захопленням зустрічав римський літературний світ і навіть вінчав на Капітолії.
1831 року вийшла заміж за письменника Еміля де Жирардена. З 1836 року співпрацює з газетою чоловіка «Пресса» (La Presse), де друкує твори під псевдонимом Шарль де Лоне. З початку 1840-х років її літературний салон стає одним із провідних у Парижі. Його відвідували Теофіль Готьє, Оноре де Бальзак, Альфред де Мюссе, Віктор Гюго, Лора Жюно д'Абрантес, Марселіна Деборд-Вальмор, Альфонс де Ламартін, Жуль Жанен, Жуль Сандо, Ференц Ліст, Олександр Дюма-старший, Жорж Санд та Фортуне Хамелін.
Померла Дельфіна де Жирарден у Парижі 1855 року.

## Творчість
Вважала своїми вчителями В. Гюго, Ламартина, Оноре де Бальзака. У перший період віддавала перевагу віршованим творам. Серед них значними є «Поетичні нариси» (1824 рік), «Нові поетичні нариси» (1825 рік), «Наполіна» (1833 рік).
Після шлюбу більше уваги приділяла прозі. Відомими є роман «Маркіз Понтанж» (1835 рік), збірка оповідань «Казки старої дівчини до небожів» (1832 рік), «Тростина Мсьє де Бальзака» (1836 рік) та «Не грай із болем» (1853 рік).
Популярність приніс епістолярний роман у вигляді окремих нарисів «Паризькі листи» (1836—1848 роки), що друкувався в газеті «Пресса». Він став своєрідною хронікою культурного, політичного, побутового паризького життя. Після цього роману Дельфіна де Жирарден стала вважатися зачинателем колумністики й фейлетону.
Також значну увагу приділяла створенням п'єс, зокрема драм «Школа журналістів» (1840 рік), «Юдит» (1843 рік), «Клеопатра» (1847 рік), «Леді Тартюф» (1853 рік), одноактні комедії «Це вина чоловіка» (1851 рік), Радість страшна (1854 рік), «Капелюх годинникаря» (1854 рік) та «Жінка, що ненавидить чоловіка» (видано після смерті письменниці).

## Стиль
Особливістю є змішання лексики: від піднесеної до просторічної, що доречно для їдких порівнянь. Стиль письменниці легкий, витончений, сміливий, дотепний, яскравий, при цьому іноді сумний і песимістичний. Багато додається гумору, дотепів та іронії. Порівняння було одним з улюблених прийомів Дельфіни де Жирарден, нерідко використовує прийоми протиставлення (антитези). Часто активно використовує прийоми диалогизации оповідання, звертаючись до читача, задаючи риторичні запитання.